# Zavlatica
Zavlatica je naselje in manjše pristanišče na otoku Korčuli (Hrvaška).
Naselje leži na manjšem polotoku, med zalivoma Čara in Zavlatica, na južni obali otoka. Z lokalno cesto je povezana z naseljem Čara. V Zavlatici, v kateri stalno živi okoli 250 prebivalcev, je manjši pristan, ki ga varuje okoli 25 metrov dolg valobran. Ob valobranu se z notranje strani, kjer je morje globoko 2 do 4 metre, lahko privežejo manjša plovila. V dnu zaliva je mandrač, kjer je tudi splavna drča, trgovina in restavracija. Zaliv je odprt južnim vetrovom.